# Phó Thủ tướng
Phó Thủ tướng là chức vụ mà ở một vài quốc gia có Thủ tướng là người cấp phó của Thủ tướng, sẽ thay ghế Thủ tướng điều khiển nội các nếu Thủ tướng không may gặp vấn đề gì làm ông không thể tiếp tục điều khiển nội các. Vị trí này cũng hay được xem giống như chức Phó Tổng thống, nhưng về cơ bản nó là khác nhau, mặc dù cả hai đều là chức vụ số hai của số một.
Phó Thủ tướng, theo truyền thống, là Quyền Thủ tướng khi Thủ tướng tạm thời/không thể tiếp tục công việc của mình. Vì lý do này, Phó Thủ tướng thường sẽ là người kế nhiệm Thủ tướng nếu Thủ tướng từ chức bất ngờ hoặc là qua đời. Ông sẽ lên thay Thủ tướng mà không cần quốc hội thông qua trong trường hợp này.
Thường thì người giữ chức Phó Thủ tướng kiêm nhiệm thêm một chức Bộ trưởng khác, và chức vụ này thường được giao cho vị Bộ trưởng già dặn nhất, có kinh nghiệm nhất, hoặc được Thủ tướng tín nhiệm nhất trong nội các.
Riêng trong Tiếng Anh có hai cách gọi là Deputy Prime Minister hay Vice Prime Minister.
Vị trí này cũng hay được xem giống như chức Phó Tổng thống, nhưng về cơ bản nó là khác nhau, mặc dù cả hai đều là chức vụ số hai của số một. Không nên lẫn lộn Phó Thủ tướng với Phó Bộ trưởng của Thủ tướng Canada (dù nó cũng có tên gọi là Deputy Prime Minister of Canada - Phó Thủ tướng Canada ) vì đây là một vị trí phi chính trị. Mỗi bang của Úc và tỉnh của Canada đều có một chức vụ tương tự như Phó Thủ tướng (Deputy Prime Minister) là Deputy Premier (Phó Thủ hiến).
Phó Thủ tướng đồng thời cũng có thể là phó chủ tịch đảng cầm quyền.
Tại Việt Nam, Phó Thủ tướng bao gồm Phó Thủ tướng thường trực và Phó Thủ tướng không thường trực.